# Mistrovství světa v silniční cyklistice 2021
Mistrovství světa v silniční cyklistice 2021 se uskutečnilo v belgických Flandrech od 19. do 26. září 2021. Region byl vybrán kvůli stému výročí začátku pořádání mistrovství světa a vzhledem k tomu, že Belgie byla jednou ze zakládajících zemí.

## Program
Všechny časy v tabulce jsou uváděny ve středoevropském letním čase.
| Datum                | Čas                  | Čas                  | Závod                  | Start                | Cíl                  | Vzdálenost           |
| Individuální časovky | Individuální časovky | Individuální časovky | Individuální časovky   | Individuální časovky | Individuální časovky | Individuální časovky |
| -------------------- | -------------------- | -------------------- | ---------------------- | -------------------- | -------------------- | -------------------- |
| 19. září             |                      |                      | Muži elite             | Knokke-Heist         | Bruggy               | 43,3 km              |
| 20. září             |                      |                      | Muži do 23 let         | Knokke-Heist         | Bruggy               | 30,3 km              |
| 20. září             |                      |                      | Ženy elite             | Knokke-Heist         | Bruggy               | 30,3 km              |
| 21. září             |                      |                      | Ženy juniorky          | Knokke-Heist         | Bruggy               | 19,3 km              |
| 21. září             |                      |                      | Muži junioři           | Knokke-Heist         | Bruggy               | 22,3 km              |
| Smíšené štafety      |                      |                      |                        |                      |                      |                      |
| 22. září             |                      |                      | Smíšená týmová časovka | Knokke-Heist         | Bruggy               | 44,5 km              |
| Silniční závody      |                      |                      |                        |                      |                      |                      |
| 24. září             |                      |                      | Ženy juniorky          | Lovaň                | Lovaň                | 73,7 km              |
| 24. září             |                      |                      | Muži do 23 let         | Antverpy             | Lovaň                | 162,6 km             |
| 25. září             |                      |                      | Muži junioři           | Lovaň                | Lovaň                | 119,4 km             |
| 25. září             |                      |                      | Ženy elite             | Antverpy             | Lovaň                | 157,7 km             |
| 26. září             |                      |                      | Muži elite             | Antverpy             | Lovaň                | 267,7 km             |

## Medailisté

### Elitní závody
| Závod                  | Zlato                                                                                  | Zlato         | Stříbro                                                                                               | Stříbro       | Bronz                                                                                                  | Bronz         |
| Mužské závody          | Mužské závody                                                                          | Mužské závody | Mužské závody                                                                                         | Mužské závody | Mužské závody                                                                                          | Mužské závody |
| ---------------------- | -------------------------------------------------------------------------------------- | ------------- | --- | ------------- | --- | ------------- |
| Silniční závod         | Julian Alaphilippe (FRA)                                                               | 5h 56' 34"    | Dylan van Baarle (NED)                                                                                | + 32"         | Michael Valgren (DEN)                                                                                  | + 32"         |
| Časovka                | Filippo Ganna (ITA)                                                                    | 47' 47,83"    | Wout van Aert (BEL)                                                                                   | + 5,37"       | Remco Evenepoel (BEL)                                                                                  | + 43,34"      |
| Ženské závody          |                                                                                        |               | |               | |               |
| Silniční závod         | Elisa Balsamová (ITA)                                                                  | 3h 52' 27"    | Marianne Vosová (NED)                                                                                 | + 0"          | Katarzyna Niewiadomá (POL)                                                                             | + 1"          |
| Časovka                | Ellen van Dijková (NED)                                                                | 36' 05,28"    | Marlen Reusserová (SUI)                                                                               | + 10,29"      | Annemiek van Vleutenová (NED)                                                                          | + 24,02"      |
| Smíšené závody         |                                                                                        |               | |               | |               |
| Smíšená týmová štafeta | Německo                                                                                | 50' 49,10"    | Nizozemsko                                                                                            | + 12,79"      | Itálie                                                                                                 | + 37,74"      |
| Smíšená týmová štafeta | Lisa Brennauerová Lisa Kleinová Mieke Krögerová Nikias Arndt Tony Martin Max Walscheid | 50' 49,10"    | Annemiek van Vleutenová Ellen van Dijková Riejanne Markusová Koen Bouwman Bauke Mollema Jos van Emden | + 12,79"      | Marta Cavalliová Elena Cecchiniová Elisa Longo Borghiniová Edoardo Affini Filippo Ganna Matteo Sobrero | + 37,74"      |

### Závody do 23 let
| Závod                    | Zlato                       | Zlato         | Stříbro             | Stříbro       | Bronz                    | Bronz         |
| Mužské závody            | Mužské závody               | Mužské závody | Mužské závody       | Mužské závody | Mužské závody            | Mužské závody |
| ------------------------ | --------------------------- | ------------- | ------------------- | ------------- | ------------------------ | ------------- |
| Silniční závod do 23 let | Filippo Baroncini (ITA)     | 3h 37' 36"    | Biniam Girmay (ERI) | + 2"          | Olav Kooij (NED)         | + 2"          |
| Časovka do 23 let        | Johan Price-Pejtersen (DEN) | 34' 29,79"    | Luke Plapp (AUS)    | + 10,24"      | Florian Vermeersch (BEL) | + 11,39"      |

### Juniorské závody
| Závod                   | Zlato                    | Zlato         | Stříbro                | Stříbro       | Bronz                        | Bronz         |
| Mužské závody           | Mužské závody            | Mužské závody | Mužské závody          | Mužské závody | Mužské závody                | Mužské závody |
| ----------------------- | ------------------------ | ------------- | ---------------------- | ------------- | ---------------------------- | ------------- |
| Silniční závod juniorů  | Per Strand Hagenes (NOR) | 2h 43' 48"    | Romain Grégoire (FRA)  | + 19"         | Madis Mihkels (EST)          | + 24"         |
| Časovka juniorů         | Gustav Wang (DEN)        | 25' 37,42"    | Joshua Tarling (GBR)   | + 20,20"      | Alec Segaert (BEL)           | + 29,48"      |
| Ženské závody           |                          |               |                        |               |                              |               |
| Silniční závod juniorek | Zoe Bäckstedtová (GBR)   | 1h 55' 33"    | Kaia Schmidová (USA)   | + 0"          | Linda Riedmannová (GER)      | + 57"         |
| Časovka juniorek        | Alena Ivančenková (RUS)  | 25' 05,49"    | Zoe Bäckstedtová (GBR) | + 10,64"      | Antonia Niedermaierová (GER) | + 25,32"      |